# هوراس إيفرت
هوراس إيفرت (بالإنجليزية: Horace Everett)‏ هو محامي وسياسي أمريكي، ولد في 17 يوليو 1779 في فوكسبورو في الولايات المتحدة، وتوفي في 30 يناير 1851 في وندسور في الولايات المتحدة. حزبياً، نشط في الحزب الجمهوري الديمقراطي وحزب اليمين. وقد انتخب عضو مجلس نواب فيرمونت وانتخب عضو مجلس النواب الأمريكي.